# Mowag W300
Der Mowag W300 ist ein Feuerwehrfahrzeug aus der Schweiz.

## Geschichte und Entwicklung
Seit 1955 wurden bei Mowag in Kreuzlingen im Kanton Thurgau auch Feuerwehrfahrzeuge konstruiert, die oft spezifisch auf Schweizer Bedürfnisse angepasst waren. Die Modelle W 200 (Feuerblitz), W 300 und W 500 waren als Pikett- oder Löschfahrzeuge weit verbreitet. 
Der Mowag W300 wurde 1968 von Mowag hergestellt. Die Kabine und die Mechanik stammten weitgehend vom Dodge Power Wagon, als Antrieb diente ein 8-Zylinder Benzinmotor von Chrysler. Die Aufbauten wurden von Mowag individuell nach den Bedürfnissen der jeweiligen Feuerwehren angefertigt. 
Das Fahrzeug verfügt über Allradantrieb mit Geländeuntersetzung ohne Differenzialsperre sowie einen Anhängerhaken für das Mitführen von verschiedenen Feuerwehranhängern. Die Bereifung besteht aus 6x 7.50 16.8 Ply Reifen 6-fach (Hinten Zwillingsbereifung) mit je einem Pneudruck von 5,0 bar. Das Bremssystem basiert auf vakuumunterstützten Ölbremsen.  
Als Pulverlöschfahrzeug war der Mowag W 300 mit 750 kg BC Staub, sowie vier Handfeuerlöscher für die Rohrführersicherung auf der Brücke ausgerüstet. Als Treibmittel fungierte Stickstoff (zwei Druckflaschen), sowie je zwei formfeste Schläuche von je 30 Meter Länge links und rechts als Schnellzugriffsmittel. 
Diverse Feuerwehren in der Schweiz haben solche Fahrzeuge noch als Oldtimer für Festanlässe und Umzüge im Inventar. Ein Mowag W300 der Freiwilligen Feuerwehr Zug in der Konfiguration als Staublöschfahrzeug befindet sich im Zuger Depot Technikgeschichte.

## Bilder

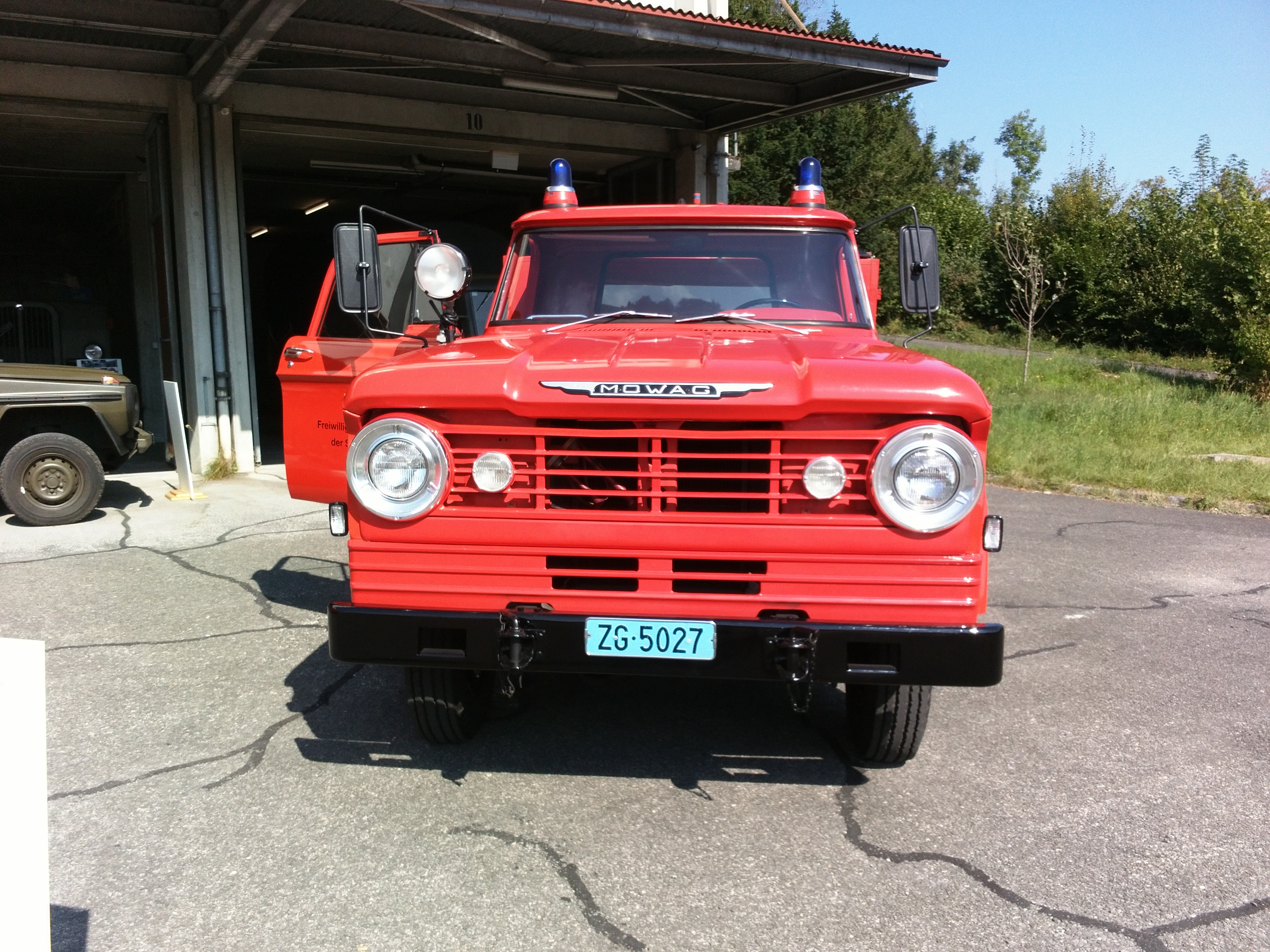
Mowag W300 Front
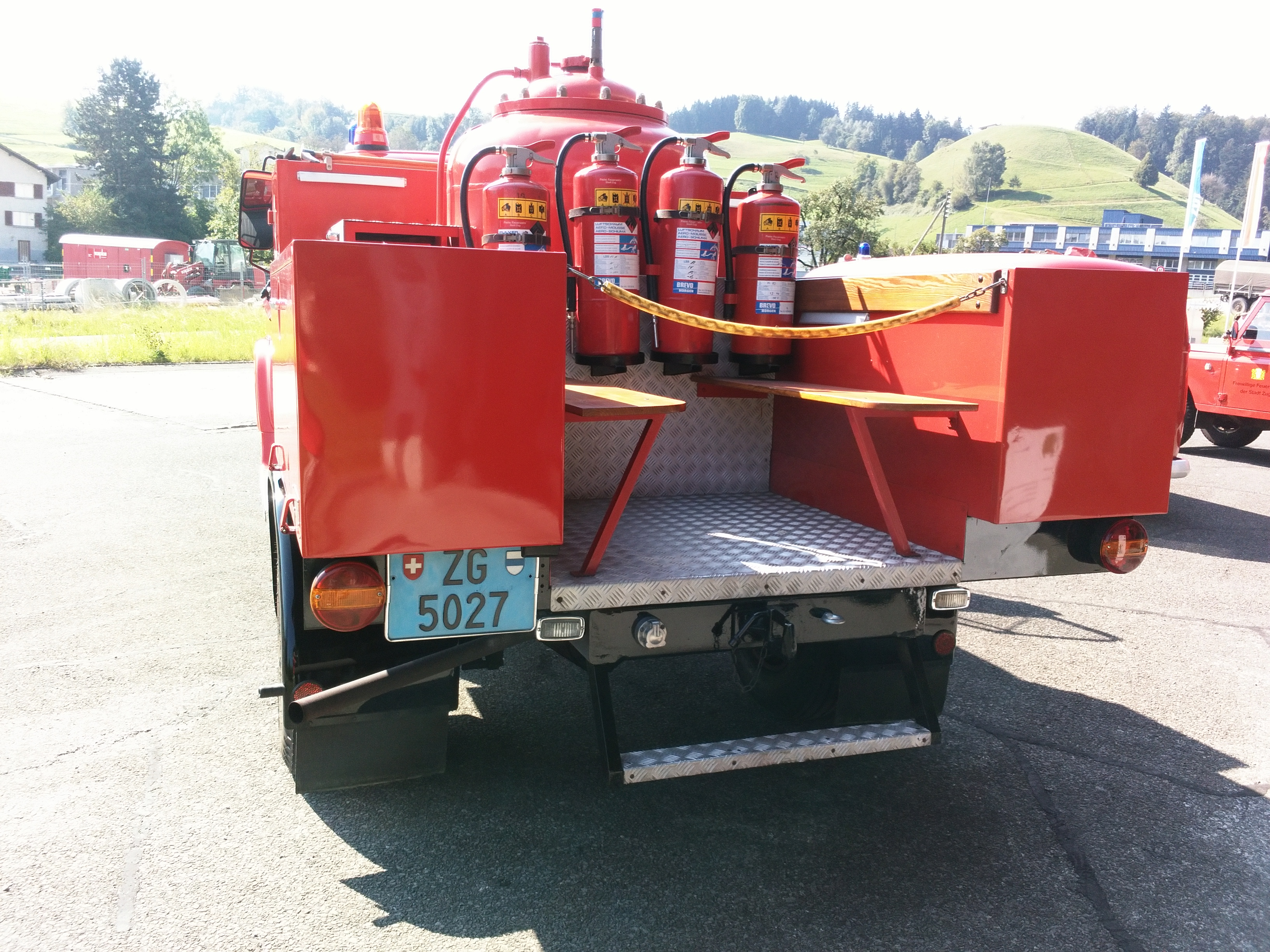
Mowag W300 Heck
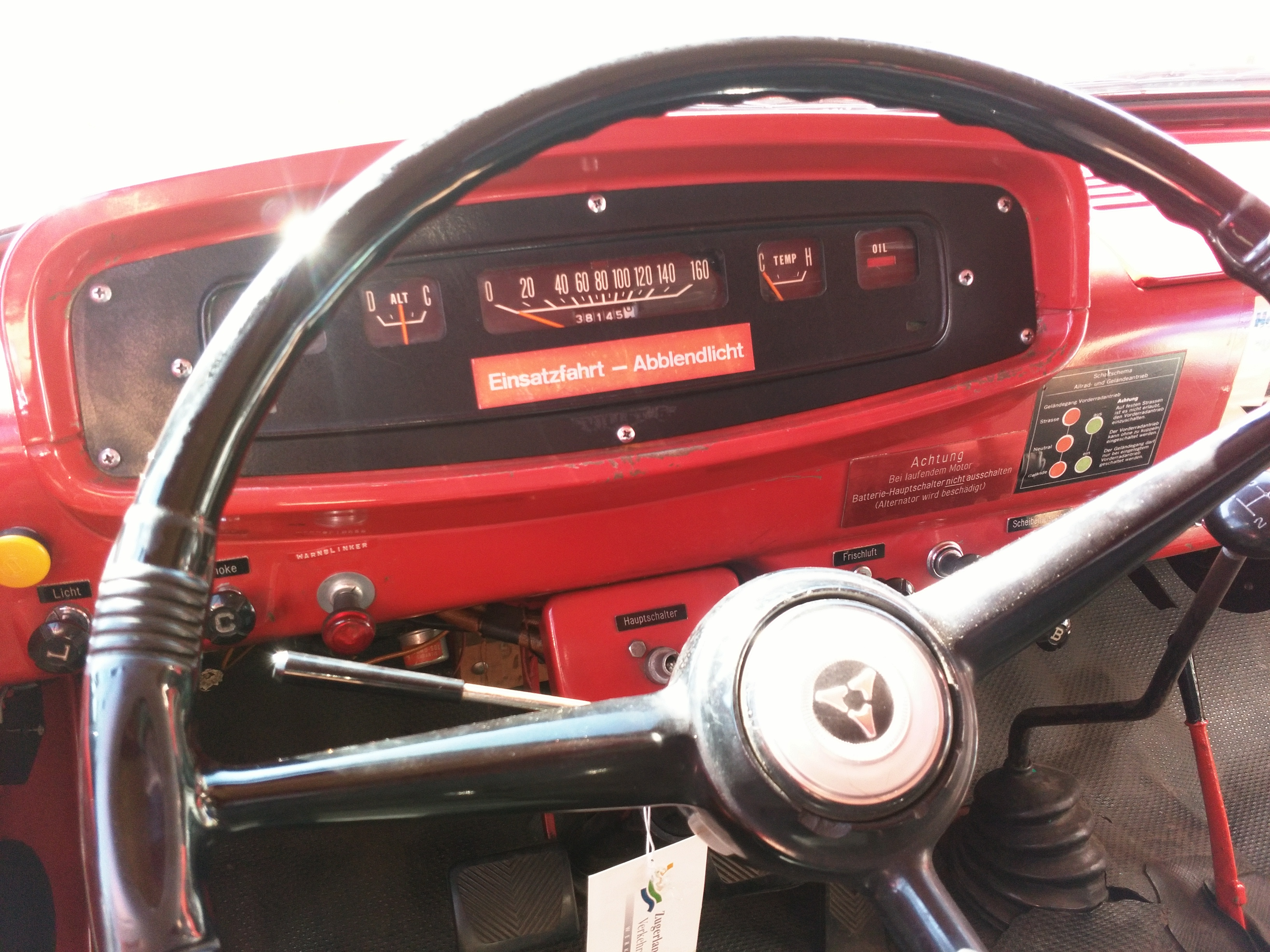
Mowag W300 Cockpit
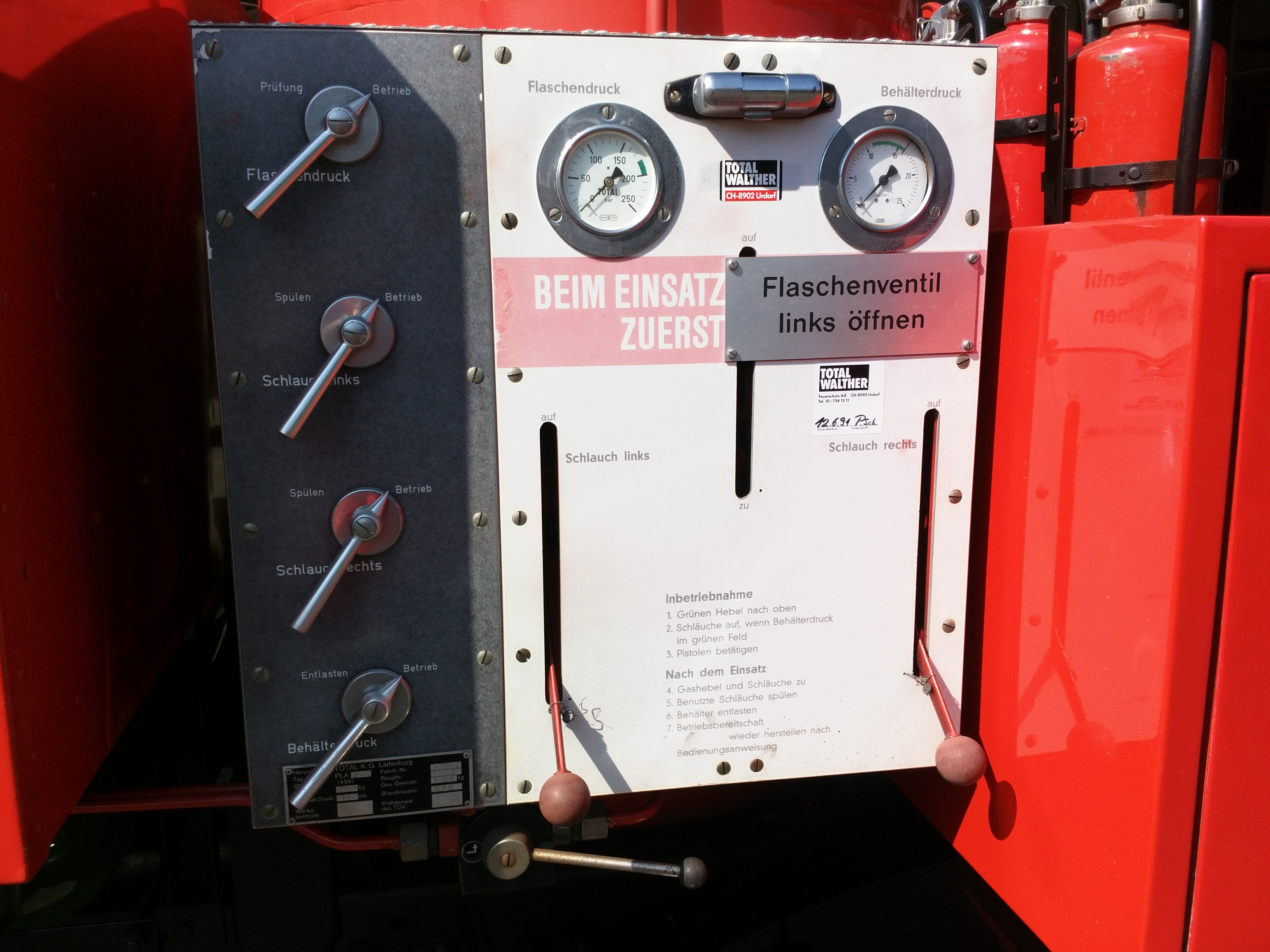
Mowag W300 Panel Löschtechnik